# Etnias de Benín

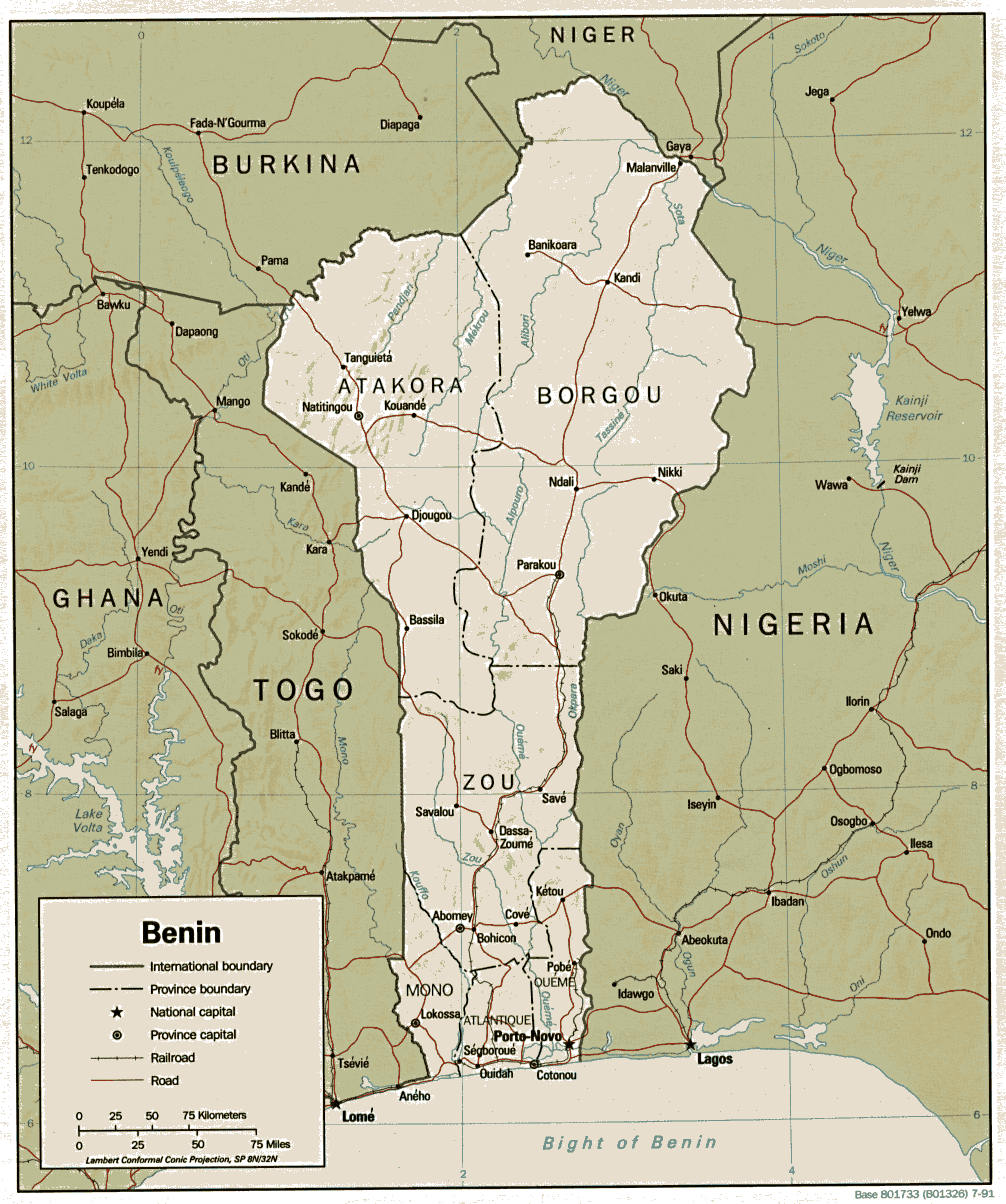
Benín

Benín tiene una población estimada en 2020 que supera los 12.150.000 habitantes, con una variación anual del 2,7 % y un incremento numérico de más de 300.000 personas cada año. Hay más de 50 grupos étnicos. Los principales son los fon y grupos relacionados (38,4 %), en el sur, los adja o aja y grupos relacionados (15 %), los yoruba (12 %), los bariba (9,6 %), los peul o fulani (8,6 %), los gua/ottamari o tammari (6,1%), los yoa-lokpa o lukpa (4,3 %) y los dendi (2,9 %).

## Etnicidad y sociedad

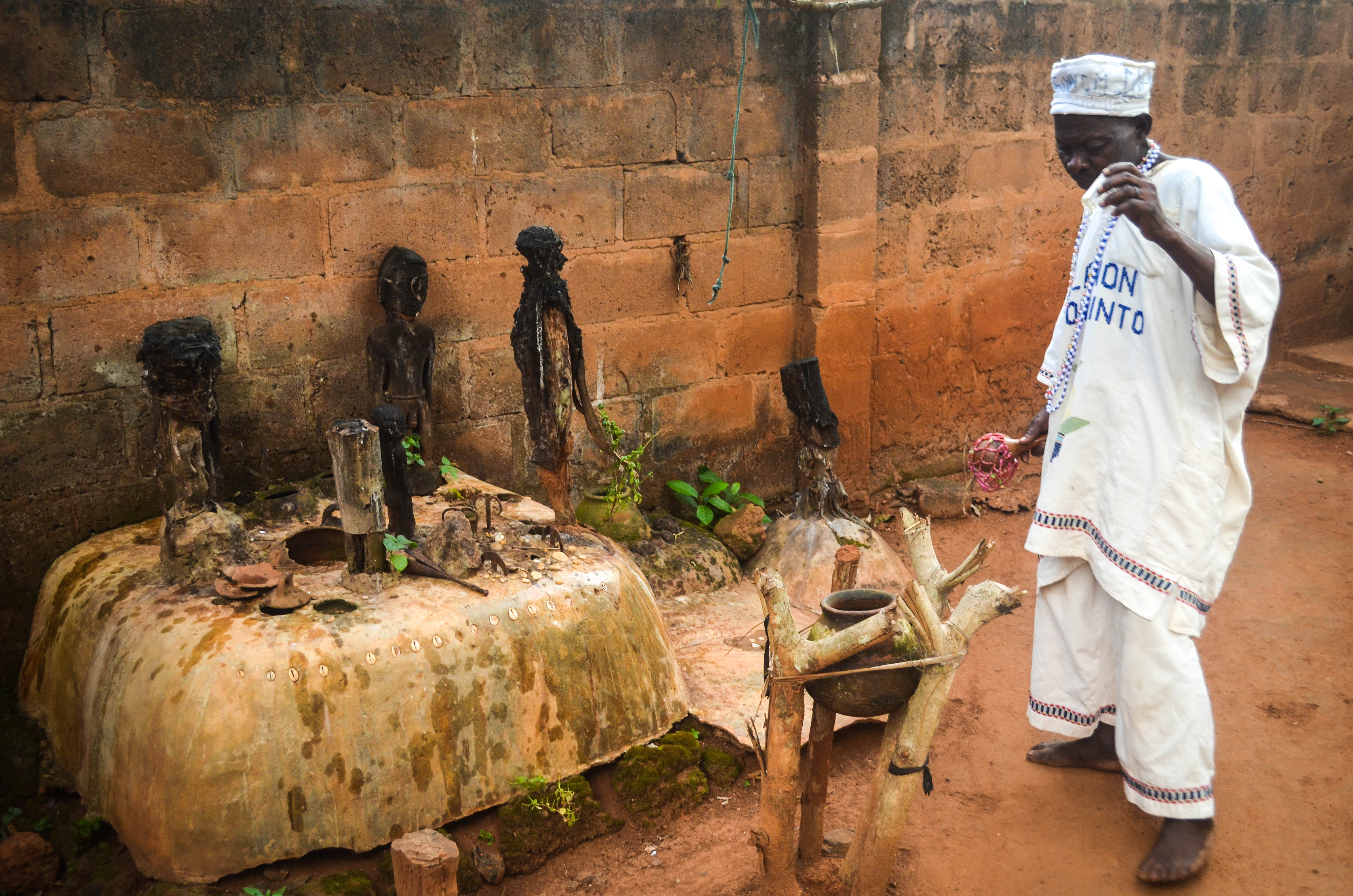
Deidades del pueblo fon. Aunque la mayoría se ha convertido al cristianismo o al islam, se siguen realizando prácticas tradicionales conocidas como vodun o ifa.

La historia ha hecho que los habitantes de la región de Togo/Benín tengan en un 43 % un ADN similar al perfil de Costa de Marfil y Ghana, y en un 28 % similar al de Nigeria. A pesar de su pequeño tamaño, ambos países tienen una etnicidad muy elevada, especialmente en el norte. En el norte, la mayor parte practican el pastoreo, la pesca y la agricultura de subsistencia, pero el comercio esta limitado por la falta de carreteras y ríos navegables. En el sur, más urbanizado, sin embargo, la movilidad física y social es más elevada. Muchos habitantes de las ciudades comercian con productos y bienes en los mercados locales. Debido a que la región forma parte de la costa de los esclavos, la huella genética de esta zona se encuentra distribuida a lo largo de todo el hemisferio occidental.

## Historia

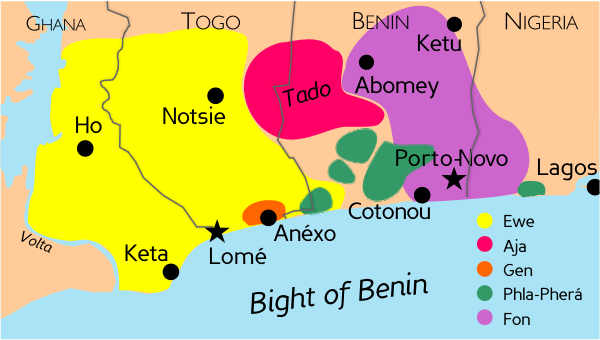
Área de las lenguas gbe. En púrpura, zona de los pueblos fon y asociados, en Benín y el sudoeste de Nigeria.

Muchos pueblos de Togo y Benín hablan una de las lenguas gbe relacionadas. Las evidencia indican que muchos vinieron del este en varias migraciones entre los siglos X y XV. Los gbe fueron empujados hacia el oeste a causa de guerras con los yoruba en Nigeria y se asentaron en el río Mono, en Togo, desde donde fueron a Benín y fundaron el reino de Dahomey, una monarquía fon que gobernó Benín durante 300 años.
En 1475, los portugueses empezaron a llevarse esclavos de esta región, conocida como Costa de los esclavos, donde ya había un mercado establecido, pues el Imperio songhai, al norte de los fon ya capturaba miles de esclavos en el siglo XV en los reinos vecinos para trabajar en los campos. A mediados del siglo XVI, la llegada de españoles e ingleses incrementó la demanda y el reino de Dahomey se hizo proveedor. Con las armas que recibieron de los mercaderes, los dahomey acabaron por librarse del dominio del Imperio oyo de los yoruba, que dominaba la región. Desde la costa de Benín fueron exportados más de dos millones de esclavos, capturados entre los adja, los mina, los ewé e incluso los propios dahomey, formando el tercer grupo más importante de esclavos enviados al Nuevo Mundo, la mayor parte a Brasil y Haití, donde llevaron consigo el vudú, la santería o la macumba.

## Grupos étnicos
En 2013, casi la mitad de la población era cristiana, un tercio musulmanes, un 12% practicaban el vudú y el resto religiones indígenas u otros cultos. Los fon son el grupo dominante, casi un 40 por ciento, principalmente en el sur, que comparten con los aja, los ewé, los aizo y los yoruba. En el norte, tierra de praderas herbáceas, con un tercio de la población, el grupo principal es el bariba, con los fulani y los ottamari.

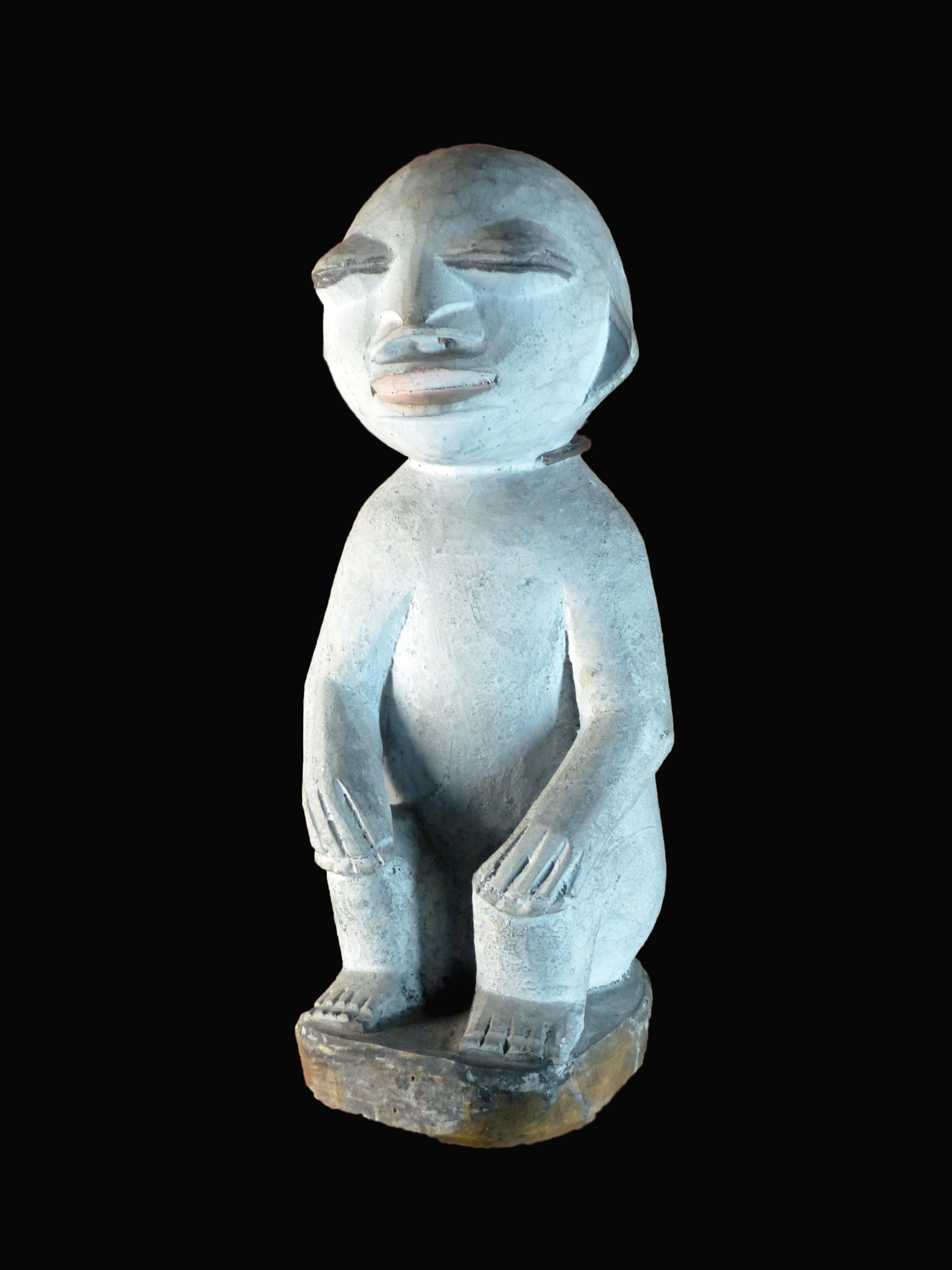
Cerámica fon en el Museo africano de Lyon.

#### Fono dahomey
Es el mayor grupo étnico de Benín, el 39 %, más de 4 millones, aunque el número difiere según la fuente (eran 1,7 millones en el año 2000). Su lengua, el idioma fon, una lengua gbe, está relacionada con los ewé, que viven en el sur de Ghana y el sudeste de Benín. Viven en el sur de Benín. Su historia está unida al reino de Dahomey, que floreció en el siglo XVII y tiene raíces comunes con el pueblo aja. Su cultura era oral y su religión politeísta. Son famosas las amazonas de Dahomey, conocidas como mino (nuestras madres) en lengua fon. De acuerdo a la tradición oral, los fon se originan en la pequeña localidad de Tado, un pueblo aja situado actualmente en la frontera entre Togo y Benín, de donde un grupo aja se disgregó y marchó con su rey a fundar el reino de Allada, que se unió con un grupo yoruba conocido como gedevi por los aja. Esta fusión intermatrimonial en la meseta de Abomey dio lugar al pueblo fon en el siglo XVII y la fundación del reino de Dahomey. Los fon son campesinos en su mayoría. Cultivan maíz, mandioca y yuca, y su principal producto comercial es la palma de aceite. Los hombres preparan los campos, los eiembran juntos y las mujeres los cosechan. Los hombres se reúnen en cooperativas para trabajar los campos y la construcción de las casas. Poseen sociedades de cazadores regidas por poderes sobrenaturales. La artesanía del hierro y los tejidos son cosa de hombres, la cerámica de mujeres. Son polígamos y cada mujer vive con sus hijos en una casa. Los descendientes se reúnen por barriadas con un varón como cabeza del linaje, no obstante, los clanes han ido a menos recientemente, aunque se mantiene el culto a los antepasados. Los poblados tienen un jefe hereditario. Benín fue el primer país de la región en librarse del gobierno colonial, pero el grupo fon-dahomey se convirtió en el grupo dominante en la mayoría de sectores económicos.

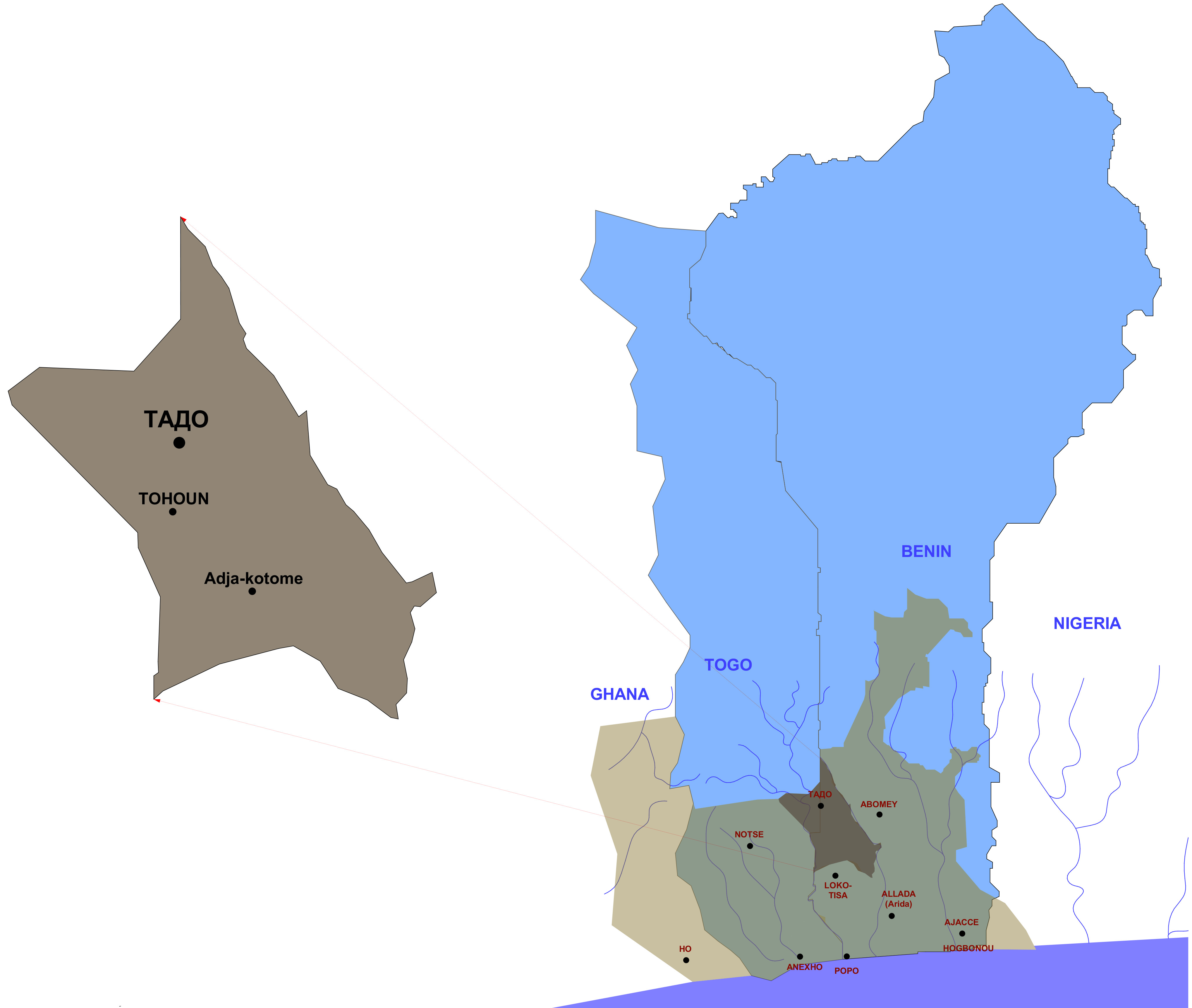
Área principal habitada por los aja, con el tono más oscuro en Tado.

#### Ajao adja
Entre 1 millón los aja y 1,8 millones con los subgrupos. La mayoría viven en el sudoeste de Benín y el sudeste de Togo, en la zona del río Mono, en una franja de unos 50 km de largo por 30 km de ancho. Según la tradición oral, llegaron desde Tado, una pequeña población en la frontera de Benín, en el curso medio del río Mono, en los siglos XII-XIII. Fue un reino importante entre los siglos XV y XVII, cuando los tres hermanos que gobernaban, Kokpon, Do-Aklin y Te-Agdanlin se separaron. Kopkon creó Allada, capital de Gran Arda, Do-Aklin fundó Abomey, capital del reino de Dahomey, de la que surgió el pueblo fon, y Te-Agdanlin fundó lo que luego sería la ciudad de Porto Novo. Los aja hablan el idioma aja, una lengua gbe; también hablan francés y el idioma fon o fongbe, la lengua franca de la zona. Muchos aja han emigrado debido a la alta densidad de población de la zona en busca de tierras cultivables o a las ciudades a lo largo de la región costera de Togo, Benín, sur de Nigeria y Gabón, y a ciudades como Cotonú, Lagos, Lomé y Libreville. Como los cercanos ewé, fon y ga-adangbe, muchos fueron esclavizados y enviados a América. Solo un tercio son cristianos. En septiembre se celebra un gran festival en Tado para celebrar el pasado floreciente del pueblo aja y el pueblo ewé.

#### Yoruba
En torno a 1,5 millones. Son el principal grupo en el departamento de Ouémé, en el sudeste del país. Hay más de 40 millones en África Occidental. Hablan el idioma yoruba, una lengua edekiri. El Imperio Oyo fue dominante desde mediados del siglo VII hasta finales del siglo XVIII en Benín y el oeste de Nigeria, sobre todo bajo el gobierno de Alaafin Ajaka en el siglo XI, cuando los yoruba empezaron a reclamar esclavos a los pueblos sometidos por ellos, que luego vendieron a los occidentales. La mitad son cristianos y la otra mitad musulmanes, pero se sigue practicando la religión yoruba, una mezcla tradicional de creencias que se trasladó al Caribe como santería y a Brasil como candomblé. Los yoruba tienen la mayor tasa de gemelos dicigóticos del mundo, un 4,4 % de los nacimientos.

#### Bariba, batonu o baatonu
Ellos se llaman baatonu, "la gente". Más de 1 millón, el 9,2 % de benineses con sus subgrupos, más de cien mil entre los boo y los boko. Viven en el centro norte, en el departamento de Borgou, y más allá del río Níger en la frontera con Benín. Su sociedad es muy estratificada. Son pastores que cedieron campos a fulani a cambio de acceder a sus tierras. El 91 % habla el idioma bariba.

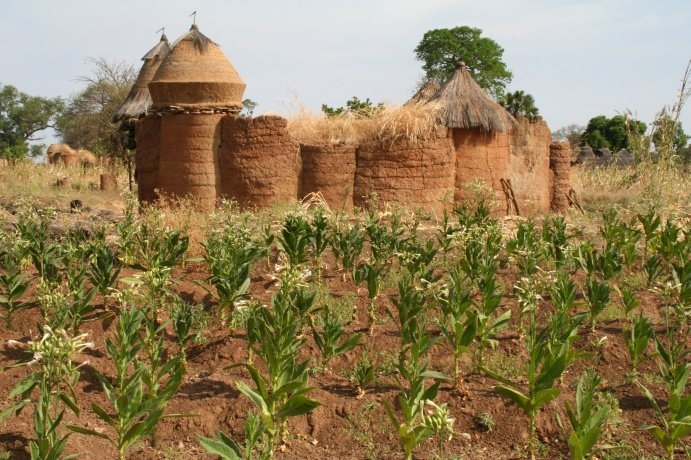
Casa somba en Benín, del pueblo tammari o somba.

#### Tammari, ottamari o somba
Yambién ditamari o batammariba. Viven entre el noroeste de Benín, en la región de Atacora y en la ciudad de Natitingou, y el norte de Togo. Es uno de los pueblos más primitivos del país. El nombre de somba se refiere a los tammari y todos los pueblos relacionados. Hablan el ditammari o tamberna, una lengua gur de la familia de lenguas Níger-Congo. Son el seis por ciento de los benineses, sin llegar a 600.000. Son conocidos por sus rituales de escarificación, que se inician a los dos o tres años de edad e identifican la tribu a la que se pertenece y al individuo como una señal de identidad. También son conocidos por sus viviendas de estilo tata somba o casa somba, de dos plantas fortificadas. La inferior se usa para guardar el ganado por la noche y como cocina, y en la superior se encuentran los dormitorios y se guarda el grano. Estas casas en forma de castillo se construyeron de esta forma para protegerse en la época de la esclavitud. Llamadas en Togo takienta, son patrimonio de la humanidad para la Unesco desde 2004. Los tammari son pastores agricultores en una tierra de colinas y valles y rechazan cualquier tipo de servidumbre. La mayoría son animistas. Los ottamari puros no llegan a 200.000, según Joshua project, pero hay que contar con los subgrupos, como los natemba, unos 100.000, que viven en las montañas Atakora.

#### Otros pueblos minoritarios

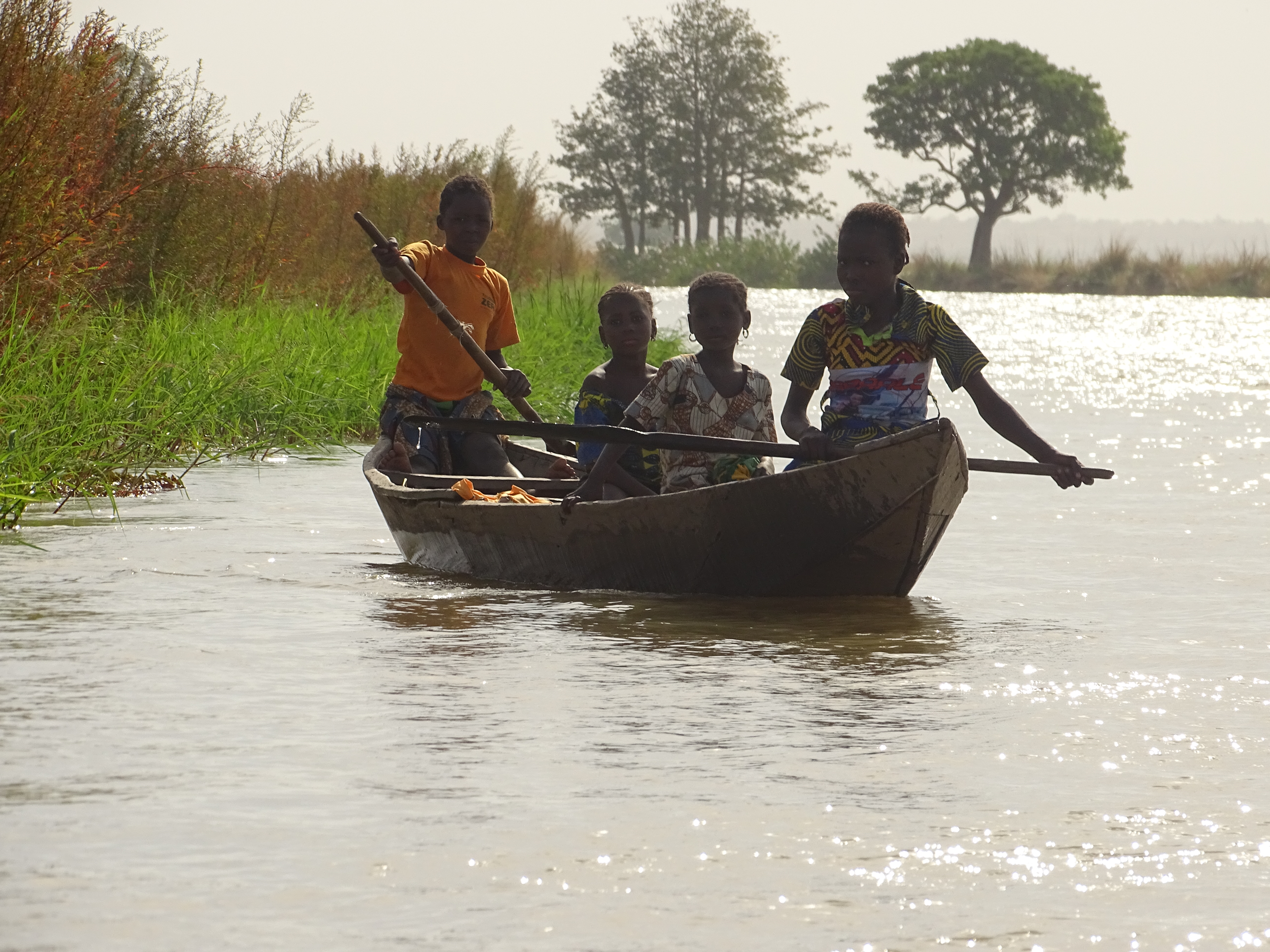
Niños dendi en Karimama, en el norte de Benín.

- Lukpa. Unos 140.000. Viven en el centro de Benín.

- Dendi, Unos 270.000. Viven en la zona más septentrional de Benín, en las llanuras aluviales de la cuenca del río Níger, en la zona del Parque nacional W, una zona de sabana, con llanuras herbáceas y poca vegetación. Tienen su origen en el reino de Za, del siglo VIII. como los songhai. En el siglo XI se convierten al islam. Viven en poblados con casas de adobe. Cultivan arroz y hortalizas cerca del río y en las zonas más alejadas las aldeas están rodeadas de matorrales y campos cultivados de guisantes, cacahuetes, mandioca y mijo en la temporada de lluvias. Las mujeres mantienen campos donde cultivan mangos, guayabas, papayas, dátiles y bananas durante la estación seca. Son patrilineales y casi todos musulmanes. En sus creencias se mantienen tradiciones animistas, como posesiones, hechicería y brujería.[16]

- Hausa. Hay en torno a 1 millón en Benín. La mayoría, unos 70 millones, viven en el norte y noroeste de Nigeria. Aparecen en Benín a finales del siglo XIX y se instalan en el centro-norte. Son musulmanes.[17]

- Fulani. Unos 50.000. Viven con los bariba en el extremo norte y son fundamentalmente pastores. Son musulmanes muy influenciados por el animismo bariba.

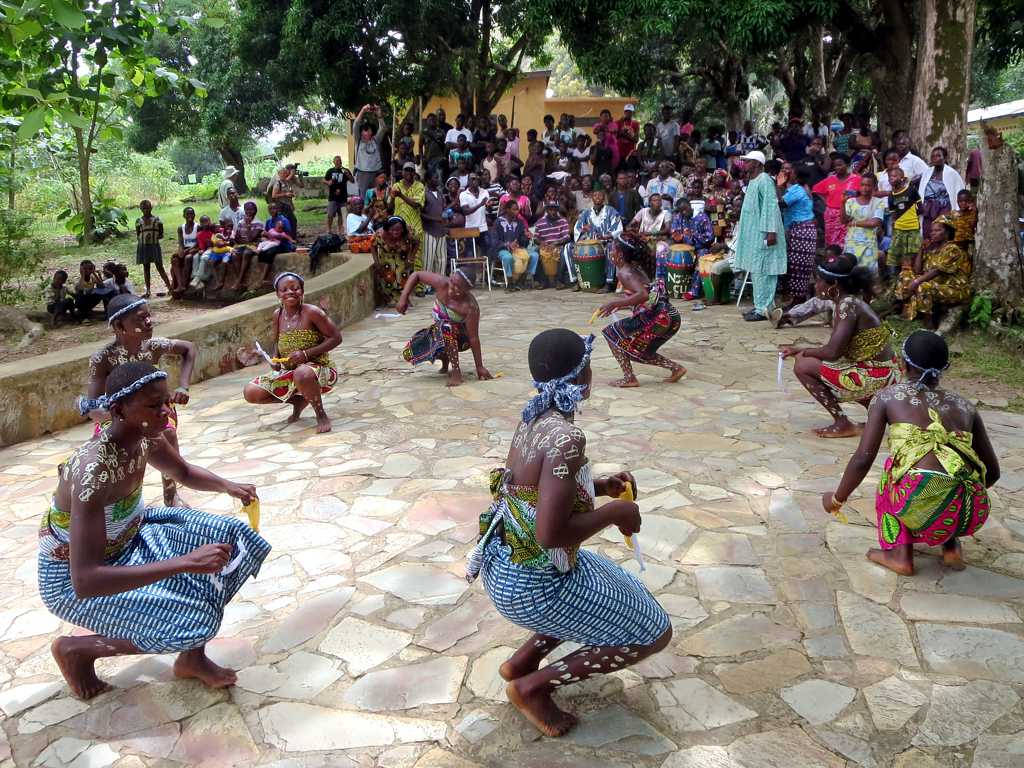
Danzantes ewé representando la danza tradicional del bobobo

- Ewé. Hay unos 150.000 en Benín. La mayoría viven en Ghana, en la costa, y en Benín se hallan en la zona del río Mono, en la frontera con Togo. Hablan el idioma ewé. Comparten historia con los pueblos de lenguas gbe, que vivían en un área entre el territorio del pueblo akan y el pueblo yoruba. Fueron víctimas y partícipes de la esclavitud. Su religión tradicional es el vudú. El 50 %, sobre todo los que viven en la zona costera, se han convertido al cristianismo. Son patrilineales y viven en poblados con linajes bien determinados, pero son las mujeres quienes se dedican al comercio.[18]

## Demografía
Benín tiene una población muy joven: el 65 % tiene menos de 25 años, debido a una elevada fertilidad que de todas formas ha ido disminuyendo, de los 7 niños por mujer a los 4,8 en 2016. La edad media es de 17-18 años. Un 40 % de los belineses vive fuera del país, unos 4,4 millones de personas, debido a la pobreza, especialmente a Nigeria y Costa de Marfil. Menos de un 1 % vive en Europa, la mayoría en Francia, antiguo gobierno colonial. La tasa de crecimiento era del 3,4 % en 2020, la población urbana es del 48,4 % de un total de casi 13 millones de habitantes. Las ciudades más pobladas son Porto Novo, con 285.000 hab., el área metropolitana de Abomey-Calavi, con más de 1 millón, y Cotonú, con 692.000 hab.
El 40 % vive en una pobreza extrema. Muchos padres envían a los hijos a trabajar como sirvientes, a minas, canteras o en la agricultura a Nigeria o países cercanos. Al contrario que los países vecinos, donde la población rural se desplaza a la costa, los granjeros de las zonas densamente pobladas del sur y el noroeste se desplazan a las históricamente poco pobladas regiones centrales para dedicarse a la agricultura.
En 2013, el 48,5 % de la población era cristiana, el 27,7 % eran musulmanes, el 11,6 % practicaba vudú, aunque muchos de sus practicantes son cristianos y musulmanes; el 2,6% practican religiones animistas y el 2,6% pertenecen a otras religiones.